# Jan Antoni Mączyński
Jan Antoni Mączyński herbu Świnka (ur. ok. 1700 roku – zm. w 1777 roku) – kasztelan sieradzki w latach 1758–1776, kasztelan spycimierski w latach 1750–1758.
Był synem kasztelana spicymirskiego Wojciecha i Eufrozyny Jarzynianki.
W 1764 roku był elektorem Stanisława Augusta Poniatowskiego z województwa sieradzkiego. Był członkiem konfederacji barskiej.